# The Awakening Conscience
The Awakening Conscience (Nederlands: Het ontwakend geweten) is een olieverfschilderij van de Engelse prerafaëlitische kunstschilder William Holman Hunt, geschilderd in 1853. Het toont een gehuwde man en zijn maîtresse, die plotseling inziet dat ze in een uitzichtloze situatie zit. Het werk bevindt zich sinds 1976 in de collectie van Tate Britain te Londen.

## Afbeelding
The Awakening of Conscience lijkt op het eerste gezicht de weergave van een huiselijk tafereel. Intimiteit tussen man en vrouw komt echter zelden voor als thema in de victoriaanse schilderkunst en ook hier blijkt dat bij nader inzien niet het geval. Allerlei symbolen alsook de titel maken snel duidelijk dat het hier gaat om een gehuwde man en zijn maîtresse. Aan de opeen gedrukte handen van de jonge dame, precies in het midden van het werk, is te zien dat ze ringen draagt maar niet om haar trouwringvinger. De vrouw kijkt ietwat verschrikt op, alsof ze buiten iets heeft gehoord of gezien. Ze draait in de richting een raam tegenover haar, dat te zien is in de spiegel op de achtergrond. De spiegel reflecteert een wereld vol licht, een wereld van geluk, rechtsonder binnenvallend tot vlak voor haar voeten. Ze lijkt letterlijk en figuurlijk het licht te zien en zich te realiseren hoezeer ze gevangen zit in haar situatie. Aan de man daarentegen gaat dit inzicht voorbij.

#### Symboliek
De situatie van de vrouw wordt onderstreept door tal van symbolen: de vogel die gevangen is door de kat, de doortikkende klok onder het glas, een niet afgemaakt kleed hangend aan de piano, met allerlei ontrafelde draadjes op de vloer. De op de grond gegooide handschoen en de op de tafel neergezette hoed suggereren haast. De grote spiegel symboliseert het belang van reflectie en opent het zicht op een andere wereld, vanuit een nieuw perspectief.
Op de grond ligt een arrangement van Alfred Tennysons gedicht Tears, Idle Tears, dat handelt over een gelukkiger verleden. Het muziekstuk op de piano is Thomas Moore's Oft in the Stilly Night, dat evenzeer gaat over gemiste kansen in het verleden. Denkbaar is dat het horen van het muziekstuk (de linkerhand van de man rust nog op de piano) een “trigger” is geweest voor een nieuw inzicht bij de vrouw en het "ontwaken van haar geweten".
Bijzonder is de prent aan de muur rechts, die van Frank Stone is, een victoriaanse kunstschilder en groot criticus van de prerafaëlieten, en daarmee van Hunt. De prent, gekoppeld aan het oubollige, overgemeubileerde interieur suggereert onmiskenbaar een slechte smaak en een gebrek aan "echtheid". Gezien alle nieuwe blinkende spullen lijkt de kamer recent en zonder aandacht ingericht voor de maîtresse.

#### Moraal, kritiek

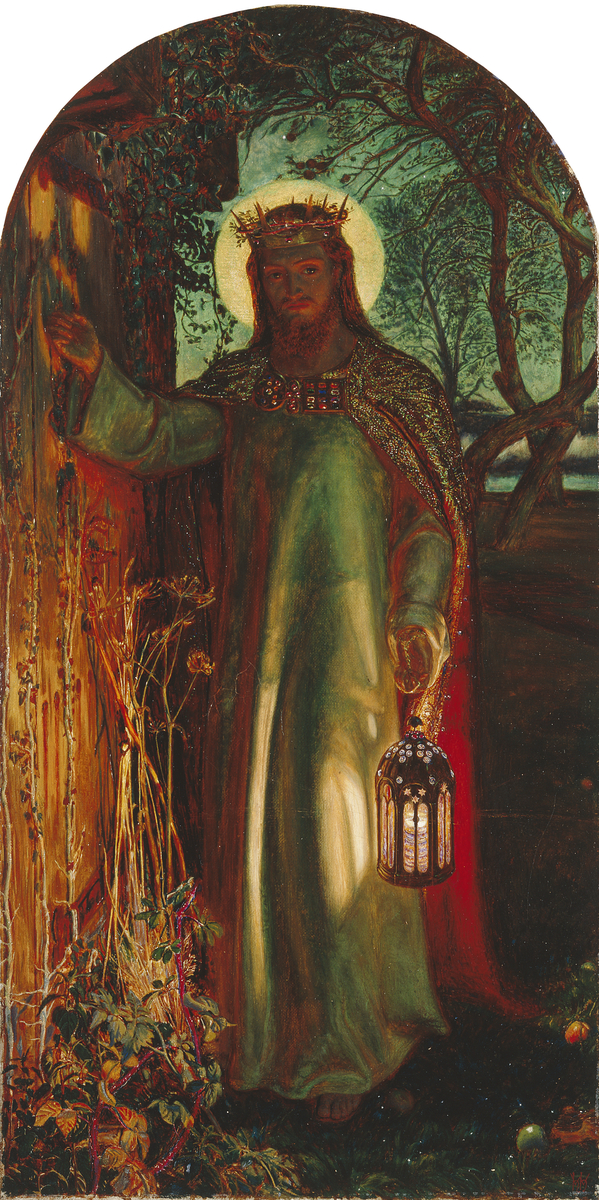
The Light of the World, 1852, mogelijke pendant.

De moraal van The Awakening of Conscience wordt wel geplaatst binnen het kader van een religieuze opleving die in het midden van de negentiende eeuw plaatsvond binnen de Anglicaanse Kerk en waar Hunt deel van uitmaakte. Centrale boodschap zou dan zijn: kom tot inzicht, kom tot inkeer. In de woorden van de kunstenaar zelf moest het werk aantonen "hoe een klein stemmetje zelfs midden in het roerige leven altijd tot de ziel blijft spreken". Het schilderij wordt vaak gezien als pendant van Hunts schilderij The Light of the World, dat hij een jaar eerder schilderde: gesuggereerd wordt dan dat de afgebeelde vrouw de klop op de deur heeft gehoord.
Toch was het net de geestelijke wereld die na de eerste expositie in 1853 aanstoot nam aan het schilderij. Kennelijk mocht een dergelijke scène niet getoond worden. Criticus John Ruskin nam het in een artikel uit 1854 in The Times echter voor Hunt op. Hij prees de combinatie tussen het realisme van het werk in combinatie met de sterke symboliek: elk object, ieder detail heeft een verhaal in zich of kan er door de kijker in worden gezocht. Eenieder kan er zijn eigen fantasie in kwijt. Ruskin wijst bijvoorbeeld op het dreigende lot van prostitutie voor het meisje: "zelfs de fijne zoom van haar jurk, waaraan de schilder draad voor draad zoveel aandacht heeft gegeven, draagt een verhaal in zich wanneer we bedenken hoe die witte reinheid bevuild zal worden door stof en regen, boven haar verschopte voeten in de straat".

## Model
De jonge vrouw die model zat voor The Awakening of Conscience was Annie Miller, een barmeisje dat in 1850 Hunts aandacht had getrokken met haar schoonheid, op dat moment pas 15 jaar oud. Hunt nam haar onder zijn hoede en plande een soort van sociale heropvoeding van haar. Gesuggereerd is wel dat het schilderij daarmee ook een afspiegeling kan zijn van Hunts persoonlijke situatie, waarbij Miller plotseling de discrepantie tussen haar nieuwe en oude leven gewaar wordt, maar Hunt als schilder tegelijkertijd inziet - wellicht onbewust - dat zijn nobel voorgestelde rol in feite niet anders is dan die van de overspelige man in de zetel. Voor de uitvoering van zijn schilderij huurde de kunstenaar speciaal een kamertje in St John's Wood.
Miller zou later ook te zien zijn op werken van Dante Gabriel Rossetti en John Everett Millais, andere leden van de Prerapaelite Brotherhood. Haar relatie met Hunt kwam uiteindelijk ooit tot echte wasdom.

## Lijstinsciptie
Hunt ontwierp zelf de lijst voor het schilderij, met daarop de inscriptie "As he that taketh away a garment in cold weather, so is he that singeth songs to an heavy heart" ("gelijk hij die een kledingstuk wegneemt in koud weer, is hij die een lied zingt voor diepbedroefd hart"). Hiermee refereert hij aan psychologische afstand tussen de man en de vrouw in het werk. Ook andere elementen in de lijst, zoals een bel, hebben symbolische betekenis.
Buiten het beeldvlak om, links- en rechtsboven, zijn later korte teksten geschreven door restaurateurs, zonder inhoudelijke betekenis.